# Campeonato Europeo Sub-17 de la UEFA 2018
El Campeonato Europeo Sub-17 de la UEFA 2018 es la décima séptima edición de este torneo organizado por la UEFA (36.ª edición si también se incluye la era Sub-16). Será la quinta edición en que su final se realice fuera de Nyon, Suiza ya que en esta oportunidad se realizará en Inglaterra.

## Ronda de Clasificación
Las 55 naciones de la UEFA ingresaron a la competencia (incluido Kosovo, que ingresó por primera vez), y con el anfitrión Inglaterra clasificándose automáticamente, los otros 54 equipos compitieron en la competencia clasificatoria para determinar los 15 lugares restantes en el torneo final. La competición clasificatoria constaba de dos rondas: la ronda clasificatoria, que tuvo lugar en el otoño de 2017, y la ronda de élite, que tuvo lugar en la primavera de 2018.

### Equipos clasificados
Los siguientes equipos se clasificaron para el torneo final.
Nota: Todas las estadísticas de aparición incluyen solo la era Sub-17 (desde 2002).
| Equipo               | Método de calificación | Apariciones | Última aparición        | Mejor rendimiento anterior  |
| -------------------- | ---------------------- | ----------- | ----------------------- | --------------------------- |
| Inglaterra           | Sede                   | 13          | 2017 (Subcampeón)       | Campeón (2010, 2014)        |
| Serbia               | Ganador Grupo 1        | 7           | 2017 (fase de grupos)   | Cuartos de Final (2002)     |
| España               | Segundo Grupo 1        | 12          | 2017 (Campeón)          | Campeón (2007, 2008, 2017)  |
| Suecia               | Ganador Grupo 2        | 3           | 2016 (cuartos de final) | Semifinal (2013)            |
| Bélgica              | Segundo Grupo 2        | 6           | 2016 (cuartos de final) | Semifinal (2007, 2015)      |
| Irlanda              | Ganador Grupo 3        | 4           | 2017 (cuartos de final) | Cuartos de Final (2017)     |
| Suiza                | Ganador Grupo 4        | 8           | 2014 (fase de grupos)   | Campeón (2002)              |
| Portugal             | Segundo Grupo 4        | 7           | 2016 (Campeón)          | Campeón (2003, 2016)        |
| Países Bajos         | Ganador Grupo 5        | 12          | 2017 (cuartos de final) | Campeón (2011, 2012)        |
| Italia               | Segundo Grupo 5        | 8           | 2017 (fase de grupos)   | Subcampeón (2013)           |
| Bosnia y Herzegovina | Ganador Grupo 6        | 3           | 2017 (fase de grupos)   | Fase de Grupos (2016, 2017) |
| Dinamarca            | Segundo Grupo 6        | 5           | 2016 (fase de grupos)   | Semifinal (2011)            |
| Eslovenia            | Ganador Grupo 7        | 3           | 2015 (fase de grupos)   | Fase de Grupos (2012, 2015) |
| Israel               | Segundo Grupo 7        | 3           | 2005 (fase de grupos)   | Fase de Grupos (2003, 2005) |
| Noruega              | Ganador Grupo 8        | 2           | 2017 (Fase de Grupos)   | Fase de Grupos (2017)       |
| Alemania             | Segundo Grupo 8        | 11          | 2017 (Semifinal)        | Campeón (2009)              |

## Sedes
El torneo se llevó a cabo en seis lugares en Midlands y Yorkshire del Sur. El partido inaugural de Inglaterra tuvo lugar en el Proact Stadium de Chesterfield y la final tuvo lugar en el New York Stadium de Rotherham.
| Rotherham         | Chesterfield      | Walsall                         |
| ----------------- | ----------------- | ------------------------------- |
| New York Stadium  | Proact Stadium    | Bescot Stadium                  |
| Capacidad: 12,023 | Capacidad: 10,504 | Capacidad: 11,300               |
|                   |                   |                                 |
| Burton            | Burton            | Loughborough                    |
| Pirelli Stadium   | St George's Park  | Loughborough University Stadium |
| Capacidad: 6,912  | Capacidad: 1,500  | Capacidad: 3,300                |
|                   |                   |                                 |

## Árbitros
Se designaron un total de 8 árbitros, 12 árbitros asistentes y 4 cuartos árbitros para la fase final del torneo.
| Árbitros - Tihomir Pejin - Zbynek Proske - Juri Frischer - Robert Harvey - Vilhjálmur Alvar Thórarinsson - Dennis Higler - Horațiu Feșnic - Halil Umut Meler | Árbitros asistentes - Robert Steinacher - Rza Mammadov - Georgi Doynov - Dan Petur Pauli Højgaard - Levan Todria - Chasan Koula - Péter Kóbor - Yuriy Tikhonyuk - Vytis Snarskis - Vladislav Lifciu - Douglas Potter - Volodymyr Vysotskyi | Cuarto árbitro - Robert Hennessy - Keith Kennedy - Tim Marshall - Bryn Markham-Jones |

## Fase de grupos
Esta fase se celebrará en Inglaterra.
El sorteo se realizó en St George's Park (Burton-upon-Trent) el 5 de abril de 2018

### Grupo A
| Equipo     | Pts | PJ | PG | PE | PP | GF | GC | Dif |
| ---------- | --- | -- | -- | -- | -- | -- | -- | --- |
| Italia     | 6   | 3  | 2  | 0  | 1  | 5  | 2  | +3  |
| Inglaterra | 6   | 3  | 2  | 0  | 1  | 4  | 3  | +1  |
| Suiza      | 6   | 3  | 2  | 0  | 1  | 4  | 2  | +2  |
| Israel     | 0   | 3  | 0  | 0  | 3  | 1  | 7  | -6  |

| 4 de mayo de 2018, 09:00 | Italia                                      | 2:0 (1:0) | Suiza | St. George's Park Stadium, Burton-on-Trent, Inglaterra |                           |
|                          | Jean Freddi Greco 22' · Edoardo Vergani 64' | Reporte   |       | Árbitro(s): Zbynek Proske                              | Árbitro(s): Zbynek Proske |

| 4 de mayo de 2018, 15:00 | Inglaterra                                | 2:1 (1:1) | Israel                   | Chesterfield FC Stadium, Chesterfield, Inglaterra |                              |
|                          | Tommy Doyle 29' (pen.) · Matthew Daly 61' | Reporte   | 40+1' (pen.) Dan Lugassy | Árbitro(s): Halil Umut Meler                      | Árbitro(s): Halil Umut Meler |

| 7 de mayo de 2018, 08:30 | Suiza                                     | 3:0 (2:0) | Israel | St. George's Park Stadium, Burton-on-Trent, Inglaterra |                           |
|                          | Felix Mambimbi 10' 38' · Tician Tushi 47' | Reporte   |        | Árbitro(s): Juri Frischer                              | Árbitro(s): Juri Frischer |

| 7 de mayo de 2018, 11:00 | Inglaterra                                | 2:1 (0:1) | Italia               | Walsall FC Stadium, Walsall, Inglaterra |                                     |
|                          | Arvin Appiah 64' · Tommy Doyle 69' (pen.) | Reporte   | 14' Alessio Riccardi | Árbitro(s): Vilhjalmur Thorarinsson     | Árbitro(s): Vilhjalmur Thorarinsson |

| 10 de mayo de 2018, 15:00 | Israel | 0:2 (0:0) | Italia                                     | St. George's Park Stadium, Burton-on-Trent, Inglaterra |                           |
|                           |        | Reporte   | 48' Emmanuel Gyabuaa · 55' Edoardo Vergani | Árbitro(s): Tihomir Pejin                              | Árbitro(s): Tihomir Pejin |

| 10 de mayo de 2018, 15:00 | Suiza                | 1:0 (1:0) | Inglaterra | Rotherham United Stadium, Rotherham, Inglaterra |                            |
|                           | Felix Mambimbi 40+1' | Reporte   |            | Árbitro(s): Horatiu Fesnic                      | Árbitro(s): Horatiu Fesnic |

### Grupo B
| Equipo    | Pts | PJ | PG | PE | PP | GF | GC | Dif |
| --------- | --- | -- | -- | -- | -- | -- | -- | --- |
| Noruega   | 7   | 3  | 2  | 1  | 0  | 4  | 1  | +3  |
| Suecia    | 6   | 3  | 2  | 0  | 1  | 4  | 2  | +2  |
| Portugal  | 4   | 3  | 1  | 1  | 1  | 4  | 1  | +3  |
| Eslovenia | 0   | 3  | 0  | 0  | 3  | 0  | 8  | -8  |

| 4 de mayo de 2018, 09:00 | Portugal | 0:0     | Noruega | Walsall FC Stadium, Walsall, Inglaterra |                           |
|                          |          | Reporte |         | Árbitro(s): Dennis Higler               | Árbitro(s): Dennis Higler |

| 4 de mayo de 2018, 15:00 | Eslovenia | 0:2 (0:2) | Suecia                                  | St. George's Park Stadium, Burton-on-Trent, Inglaterra |                        |
|                          |           | Reporte   | 7' Fredrik Hammar · 23' Benjamin Nygren | Árbitro(s): Rob Harvey                                 | Árbitro(s): Rob Harvey |

| 7 de mayo de 2018, 08:30 | Noruega               | 2:1 (1:1) | Suecia            | Burton Albion FC Stadium, Burton-on-Trent, Inglaterra |                            |
|                          | Thomas Rekdal 39' 69' | Reporte   | 4' Fredrik Hammar | Árbitro(s): Horatiu Fesnic                            | Árbitro(s): Horatiu Fesnic |

| 7 de mayo de 2018, 11:00 | Eslovenia | 0:4 (0:2) | Portugal                                                                         | Chesterfield FC Stadium, Chesterfield, Inglaterra |                           |
|                          |           | Reporte   | 17' Félix Correia · 35' Bernardo Silva · 62' Eduardo Ribeiro · 79' Gonçalo Ramos | Árbitro(s): Tihomir Pejin                         | Árbitro(s): Tihomir Pejin |

| 10 de mayo de 2018, 09:00 | Suecia              | 1:0 (1:0) | Portugal | Burton Albion FC Stadium, Burton-on-Trent, Inglaterra |                           |
|                           | Rasmus Wikström 16' | Reporte   |          | Árbitro(s): Juri Frischer                             | Árbitro(s): Juri Frischer |

| 10 de mayo de 2018, 09:00 | Noruega                        | 2:0 (2:0) | Eslovenia | Loughborough University Stadium, Loughborough, Inglaterra |                        |
|                           | Leo Cornic 32' · Oscar Aga 38' | Reporte   |           | Árbitro(s): Rob Harvey                                    | Árbitro(s): Rob Harvey |

### Grupo C
| Equipo               | Pts | PJ | PG | PE | PP | GF | GC | Dif |
| -------------------- | --- | -- | -- | -- | -- | -- | -- | --- |
| Bélgica              | 9   | 3  | 3  | 0  | 0  | 7  | 0  | +7  |
| Irlanda              | 6   | 3  | 2  | 0  | 1  | 3  | 2  | +1  |
| Bosnia y Herzegovina | 3   | 3  | 1  | 0  | 2  | 3  | 8  | -5  |
| Dinamarca            | 0   | 3  | 0  | 0  | 3  | 2  | 5  | -3  |

| 5 de mayo de 2018, 08:30 | Dinamarca                                    | 2:3 (1:0) | Bosnia y Herzegovina                          | Loughborough University Stadium, Loughborough, Inglaterra |                           |
|                          | Nikolas Dyhr 7' · Andreas Kirkeby 71' (pen.) | Reporte   | 47' 72' Malik Memišević · 76' Nemanja Nikolić | Árbitro(s): Juri Frischer                                 | Árbitro(s): Juri Frischer |

| 5 de mayo de 2018, 13:45 | República de Irlanda | 0:2 (0:1) | Bélgica                                | Loughborough University Stadium, Loughborough, Inglaterra |                                     |
|                          |                      | Reporte   | Sekou Sidibe' 34 · 68' Yorbe Vertessen | Árbitro(s): Vilhjalmur Thorarinsson                       | Árbitro(s): Vilhjalmur Thorarinsson |

| 8 de mayo de 2018, 09:00 | República de Irlanda | 1:0 (1:0) | Dinamarca | St. George's Park Stadium, Burton-on-Trent, Inglaterra |                           |
|                          | Troy Parrott 5'      | Reporte   |           | Árbitro(s): Zbynek Proske                              | Árbitro(s): Zbynek Proske |

| 8 de mayo de 2018, 15:00 | Bosnia y Herzegovina | 0:4 (0:2) | Bélgica                                                                                    | Rotherham United Stadium, Rotherham, Inglaterra |                           |
|                          |                      | Reporte   | 17' Yorbe Vertessen · 29' Jamie Yayi Mpie · 63' (a.g.) Stefan Rankić · 79' Gabriel Lemoine | Árbitro(s): Dennis Higler                       | Árbitro(s): Dennis Higler |

| 11 de mayo de 2018, 09:00 | Bélgica         | 1:0 (1:0) | Dinamarca | Chesterfield FC Stadium, Chesterfield, Inglaterra |                           |
|                           | Jeremy Doku 30' | Reporte   |           | Árbitro(s): Zbynek Proske                         | Árbitro(s): Zbynek Proske |

| 11 de mayo de 2018, 09:00 | Bosnia y Herzegovina | 0:2 (0:0) | República de Irlanda               | St. George's Park Stadium, Burton-on-Trent, Inglaterra |                              |
|                           |                      | Reporte   | 69' Troy Parrott · 80+4' Adam Idah | Árbitro(s): Halil Umut Meler                           | Árbitro(s): Halil Umut Meler |

### Grupo D
| Equipo       | Pts | PJ | PG | PE | PP | GF | GC | Dif |
| ------------ | --- | -- | -- | -- | -- | -- | -- | --- |
| Países Bajos | 9   | 3  | 3  | 0  | 0  | 7  | 0  | +7  |
| España       | 6   | 3  | 2  | 0  | 1  | 6  | 3  | +3  |
| Alemania     | 3   | 3  | 1  | 0  | 2  | 4  | 8  | -4  |
| Serbia       | 0   | 3  | 0  | 0  | 3  | 0  | 6  | -6  |

| 5 de mayo de 2018, 11:00 | Alemania | 0:3 (0:3) | Holanda                                                   | Walsall FC Stadium, Walsall, Inglaterra |                           |
|                          |          | Reporte   | 18' (pen.) 39' Daishawn Redan · 41' Crysencio Summerville | Árbitro(s): Tihomir Pejin               | Árbitro(s): Tihomir Pejin |

| 5 de mayo de 2018, 13:45 | Serbia | 0:1 (0:0) | España          | Burton Albion FC Stadium, Burton-on-Trent, Inglaterra |                            |
|                          |        | Reporte   | 68' Eric García | Árbitro(s): Horatiu Fesnic                            | Árbitro(s): Horatiu Fesnic |

| 8 de mayo de 2018, 09:00 | Serbia | 0:3 (0:3) | Alemania                               | Loughborough University Stadium, Loughborough, Inglaterra |                        |
|                          |        | Reporte   | 18' Can Bozdogan · 24' 37' Leon Dajaku | Árbitro(s): Rob Harvey                                    | Árbitro(s): Rob Harvey |

| 8 de mayo de 2018, 15:00 | Holanda                                     | 2:0 (1:0) | España | Burton Albion FC Stadium, Burton-on-Trent, Inglaterra |                              |
|                          | Daishawn Redan 13' · Arnau Tenas 68' (a.g.) | Reporte   |        | Árbitro(s): Halil Umut Meler                          | Árbitro(s): Halil Umut Meler |

| 11 de mayo de 2018, 15:00 | España | 5:1 (2:0) | Alemania               | Walsall FC Stadium, Walsall, Inglaterra |                           |
|                           | Eric García 2' · Nils Mortimer 15' · Alejandro Baena Rodríguez 46' · Nabil Touaizi 65' · Miguel Gutiérrez 79' | Reporte   | 68' (a.g.) Eric García | Árbitro(s): Dennis Higler               | Árbitro(s): Dennis Higler |

| 11 de mayo de 2018, 15:00 | Holanda               | 2:0 (1:0) | Serbia | Loughborough University Stadium, Loughborough, Inglaterra |                                     |
|                           | Brian Brobbey 26' 55' | Reporte   |        | Árbitro(s): Vilhjalmur Thorarinsson                       | Árbitro(s): Vilhjalmur Thorarinsson |

## Fase Final

### Cuadro de desarrollo
|  | Cuartos de final | Cuartos de final |              |            | Semifinales | Semifinales |  |        | Final | Final |  |
|  |                  |                  |              |            |             |             |  |        |       |       |  |
|  |                  |                  |              |            |             |             |  |        |       |       |  |
|  | Italia           | 1                |              |            |             |             |  |        |       |       |  |
|  | Italia           | 1                |              |            |             |             |  |        |       |       |  |
|  | Suecia           | 0                |              |            |             |             |  |        |       |       |  |
|  | Suecia           | 0                |              | Italia     | 2           |             |  |        |       |       |  |
|  |                  |                  |              | Italia     | 2           |             |  |        |       |       |  |
|  |                  |                  | Bélgica      | 1          |             |             |  |        |       |       |  |
|  | Bélgica          | 2                | Bélgica      | 1          |             |             |  |        |       |       |  |
|  | Bélgica          | 2                |              |            |             |             |  |        |       |       |  |
|  | España           | 1                |              |            |             |             |  |        |       |       |  |
|  | España           | 1                |              |            |             |             |  | Italia | 2 (1) |       |  |
|  |                  |                  |              |            |             |             |  | Italia | 2 (1) |       |  |
|  |                  |                  | Países Bajos | 2 (4)      |             |             |  |        |       |       |  |
|  | Noruega          | 0                | Países Bajos | 2 (4)      |             |             |  |        |       |       |  |
|  | Noruega          | 0                |              |            |             |             |  |        |       |       |  |
|  | Inglaterra       | 2                |              |            |             |             |  |        |       |       |  |
|  | Inglaterra       | 2                |              | Inglaterra | 0 (5)       |             |  |        |       |       |  |
|  |                  |                  |              | Inglaterra | 0 (5)       |             |  |        |       |       |  |
|  |                  |                  | Países Bajos | 0 (6)      |             |             |  |        |       |       |  |
|  | Países Bajos     | 1 (5)            | Países Bajos | 0 (6)      |             |             |  |        |       |       |  |
|  | Países Bajos     | 1 (5)            |              |            |             |             |  |        |       |       |  |
|  | Irlanda          | 1 (4)            |              |            |             |             |  |        |       |       |  |
|  | Irlanda          | 1 (4)            |              |            |             |             |  |        |       |       |  |
|  |                  |                  |              |            |             |             |  |        |       |       |  |

### Cuartos de final
| 13 de mayo de 2018, 14:00 | Italia             | 1:0 (1:0) | Suecia | Rotherham United Stadium, Rotherham, Inglaterra |                           |
|                           | Edoardo Vergani 4' | Reporte   |        | Árbitro(s): Dennis Higler                       | Árbitro(s): Dennis Higler |

| 13 de mayo de 2018, 18:00 | Noruega | 0:2 (0:1) | Inglaterra                            | Burton Albion FC Stadium, Burton-on-Trent, Inglaterra |                           |
|                           |         | Reporte   | 14' Bobby Duncan · 49' Xavier Amaechi | Árbitro(s): Juri Frischer                             | Árbitro(s): Juri Frischer |

| 14 de mayo de 2018, 13:00 | Bélgica                                   | 2:1 (0:1) | España                       | Walsall FC Stadium, Walsall, Inglaterra |                        |
|                           | Yorbe Vertessen 41' · Jamie Yayi Mpie 49' | Reporte   | 8' Alejandro Baena Rodríguez | Árbitro(s): Rob Harvey                  | Árbitro(s): Rob Harvey |

| 14 de mayo de 2018, 19:00 | Países Bajos                                     | 1:1 (0:0) (5:4 p.)         | Irlanda                                     | Chesterfield FC Stadium, Chesterfield, Inglaterra |                           |
|                           | Liam Van Gelderen 62'                            | Reporte                    | 64' Troy Parrott                            | Árbitro(s): Zbynek Proske                         | Árbitro(s): Zbynek Proske |
|                           |                                                  | Tiros desde el punto penal |                                             |                                                   |                           |
|                           | Burger · Ihattaren · Brobbey · J. Maduro · Redan |                            | Idah · Parrott · Murphy · Knight · Thompson |                                                   |                           |

### Semifinales
| 17 de mayo de 2018, 14:00 | Italia                                     | 2:1 (1:0) | Bélgica             | Rotherham United Stadium, Rotherham, Inglaterra |                                     |
|                           | Emmanuel Gyabuaa 31' · Edoardo Vergani 71' | Reporte   | 57' Yorbe Vertessen | Árbitro(s): Vilhjalmur Thorarinsson             | Árbitro(s): Vilhjalmur Thorarinsson |

| 17 de mayo de 2018, 20:00 | Inglaterra                                                  | 0:0 (0:0) (5:6 p.)         | Países Bajos                                                   | Chesterfield FC Stadium, Chesterfield, Inglaterra |                            |
|                           |                                                             | Reporte                    |                                                                | Árbitro(s): Horatiu Fesnic                        | Árbitro(s): Horatiu Fesnic |
|                           |                                                             | Tiros desde el punto penal |                                                                |                                                   |                            |
|                           | John-Jules · Daly · Saka · Ashby-Hammond · Appiah · Balogun |                            | Burger · Ihattaren · Hendriks · Tavsan · J. Maduro · Q. Maduro |                                                   |                            |

### Final
| 20 de mayo de 2018, 19:15 | Italia                                              | 2:2 (0:0) (1:4 p.)         | Países Bajos                                                         | Rotherham United Stadium, Rotherham, Inglaterra |                              |
|                           | Samuele Ricci 61' · Alessio Riccardi 63'            | Reporte                    | 46' Jurriën Maduro · 74' Brian Brobbey                               | Árbitro(s): Halil Umut Meler                    | Árbitro(s): Halil Umut Meler |
|                           |                                                     | Tiros desde el punto penal |                                                                      |                                                 |                              |
|                           | Nicolò Armini · Edoardo Vergani · Jean Freddi Greco |                            | Wouter Burger · Mohammed Ihattaren · Jurriën Maduro · Ramon Hendriks |                                                 |                              |

| Bandera de los Países Bajos |
| Campeón Países Bajos        |
| 3° título                   |

## Estadísticas

### Tabla general
| Equipo | Equipo               | Pts | PJ | PG | PE | PP | GF | GC | Dif | Rend |
| ------ | -------------------- | --- | -- | -- | -- | -- | -- | -- | --- | ---- |
| 1      | Países Bajos         | 12  | 6  | 3  | 3  | 0  | 10 | 3  | +7  | 67%  |
| 2      | Italia               | 13  | 6  | 4  | 1  | 1  | 10 | 5  | +5  | 72%  |
| 3      | Bélgica              | 12  | 5  | 4  | 0  | 1  | 10 | 3  | +7  | 80%  |
| 4      | Inglaterra           | 10  | 5  | 3  | 1  | 1  | 6  | 3  | +3  | 67%  |
| 5      | Noruega              | 7   | 4  | 2  | 1  | 1  | 4  | 3  | +1  | 58%  |
| 6      | Irlanda              | 7   | 4  | 2  | 1  | 1  | 4  | 3  | +1  | 58%  |
| 7      | España               | 6   | 4  | 2  | 0  | 2  | 7  | 5  | +2  | 50%  |
| 8      | Suecia               | 6   | 4  | 2  | 0  | 2  | 4  | 3  | +1  | 50%  |
| 9      | Suiza                | 6   | 3  | 2  | 0  | 1  | 4  | 2  | +2  | 67%  |
| 10     | Portugal             | 4   | 3  | 1  | 1  | 1  | 4  | 1  | +3  | 44%  |
| 11     | Alemania             | 3   | 3  | 1  | 0  | 2  | 4  | 8  | -4  | 33%  |
| 12     | Bosnia y Herzegovina | 3   | 3  | 1  | 0  | 2  | 3  | 8  | -5  | 33%  |
| 13     | Dinamarca            | 0   | 3  | 0  | 0  | 3  | 2  | 5  | -3  | 0%   |
| 14     | Israel               | 0   | 3  | 0  | 0  | 3  | 1  | 7  | -6  | 0%   |
| 15     | Serbia               | 0   | 3  | 0  | 0  | 3  | 0  | 6  | -6  | 0%   |
| 16     | Eslovenia            | 0   | 3  | 0  | 0  | 3  | 0  | 8  | -8  | 0%   |

### Goleadores
| Jugador         | Selección    | Goles |
| --------------- | ------------ | ----- |
| Yorbe Vertessen | Bélgica      | 4     |
| Edoardo Vergani | Italia       | 4     |
| Brian Brobbey   | Países Bajos | 3     |
| Daishawn Redan  | Países Bajos | 3     |
| Troy Parrott    | Irlanda      | 3     |
| Felix Mambimbi  | Suiza        | 3     |